# Italia en los Juegos Olímpicos de Nagano 1998
Italia estuvo representada en los Juegos Olímpicos de Nagano 1998 por un total de 113 deportistas que compitieron en 13 deportes.  
La portadora de la bandera en la ceremonia de apertura fue la deportista de luge Gerda Weissensteiner.

## Medallistas
El equipo olímpico italiano obtuvo las siguientes medallas:
| Nombre                                                             | Deporte        | Competición        |
| ------------------------------------------------------------------ | -------------- | ------------------ |
| Oro                                                                |                |                    |
| Günther Huber Antonio Tartaglia                                    | Bobsleigh      | Doble M            |
| Deborah Compagnoni                                                 | Esquí alpino   | Eslalon gigante F  |
| Plata                                                              |                |                    |
| Pieralberto Carrara                                                | Biatlón        | 20 km M            |
| Deborah Compagnoni                                                 | Esquí alpino   | Eslalon F          |
| Stefania Belmondo                                                  | Esquí de fondo | 30 km F            |
| Marco Albarello Fulvio Valbusa Fabio Maj Silvio Fauner             | Esquí de fondo | 4 × 10 km M        |
| Armin Zöggeler                                                     | Luge           | Individual M       |
| Thomas Prugger                                                     | Snowboard      | Eslalon paralelo M |
| Bronce                                                             |                |                    |
| Silvio Fauner                                                      | Esquí de fondo | 30 km M            |
| Karin Moroder Gabriella Paruzzi Manuela Di Centa Stefania Belmondo | Esquí de fondo | 4 × 5 km F         |